# Coloboma

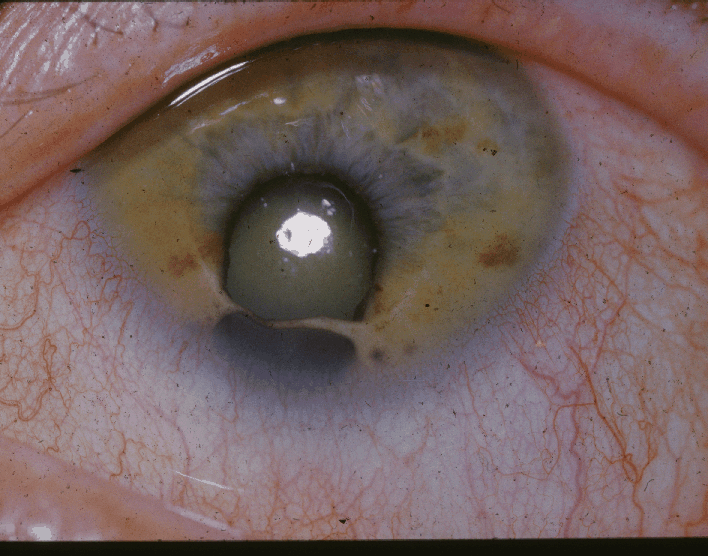
Koloboma tęczówki lewego oka u 67-letniego pacjenta

Coloboma – wada wrodzona o charakterze malformacji polegająca na rozszczepie różnych struktur anatomicznych oka. Istnieją takie patologie, jak:
- rozszczep tęczówki (coloboma iridis),
- rozszczep siatkówki (coloboma retinae),
- rozszczep soczewki (coloboma lentis),
- rozszczep nerwu wzrokowego (coloboma nervi optici),
- rozszczep powieki (coloboma palpebrae).

Razem z rozszczepem struktur oka mogą występować inne wady wrodzone. Do zespołów (asocjacji), których składową jest coloboma należy np. zespół CHARGE i bardzo rzadki zespół kociego oka. Coloboma często jest izolowaną wadą, może występować w jednym lub obu oczach.

## Etiologia
Szczelina oka (coloboma oculi) powstaje wskutek niecałkowitego zamknięcia szczeliny naczyniówkowej kielicha ocznego. Ubytek może dotyczyć wszystkich struktur oka, od nerwu wzrokowego przez siatkówkę do tęczówki i ciała rzęskowego, a stopień zmian w poszczególnych strukturach może być bardzo różny. Linia zamknięcia pierwotnej szczeliny naczyniówkowej przebiega na dolno-przyśrodkowej powierzchni kielicha ocznego, dlatego widoczny rozszczep tęczówki w lewym oku stwierdza się na godzinie 7, a w prawym na godzinie 5.

## Objawy kliniczne
Objawy kliniczne zależą od stopnia uszkodzenia struktur oka. Niewielki rozszczep tęczówki nie wiąże się z żadnym ubytkiem widzenia, natomiast coloboma nerwu wzrokowego i siatkówki skutkuje ślepotą odcinkową (amaurosis segmentalis). Ponadto często gałka oczna wykazuje dodatkowe wady: oczopląs, małoocze, zaćmę albo zez.